# بيتر لوك
بيتر لوك (بالإنجليزية: Peter Locke) هو لاعب دارت بريطاني، ولد في عام 1956،في ويلز في المملكة المتحدة.

## وصلات خارجية
- بيتر لوك على موقع DartsDatabase.co.uk (الإنجليزية)